# سنتز وهلر
سنتز وهلر(به انگلیسی: Wöhler synthesis) واکنشیست که در آن ماده معدنی آمونیوم سیانات به اوره تبدیل می‌شود.این واکنش نخستین بار در ۱۸۲۸ توسط فردریش وهلر شیمیدان آلمانی کشف شد که سرآغاز شیمی آلی نوین بود.